# TV5-Monde
TV5-Monde är en franskspråkig internationell TV-kanal med allmänt innehåll som grundades år 1984 av TF1, Antenne 2, FR3, TSR och RTBF, från 1986 utökat med en grupp av TV-företag från Québec och övriga Kanada.
Kanalen sänder sina program i åtta versioner för olika geografiska områden, med hänsyn till tidsskillnader och allmänhetens smak: Frankrike/Belgien/Schweiz, Europa, Afrika, Asien-Stilla Havsregionen, Orienten, Latinamerika, USA och Québec-Kanada. De 7 första versionerna tillhör TV5-Monde, med säte i Paris, medan den åttonde, TV5-Canada, sänds från Montréal.
Eftersom TV5-Monde är ett konsortium av offentliga TV-företag, består programinnehållet huvudsakligen av återutsändningar av de "bästa" sändningarna som erbjuds av de medverkande företagen och organisationerna, vilket återspeglar dess ägandeförhållanden. År 2004 var programandelarna: France Télévisions, 47,39 %; Arte France, 12,5 %; TSR, 11,11 %; RTBF, 11,11 %; Radio-Canada, 6,67 %; Télé-Québec, 4,44 %; RFO, 4 % och INA, 2,61 %.
I Sverige distribueras Frankrikes största public service-kanal France 2 via det nationella digitala kabelnätet Com hem. TV5 blev först tillgänglig i svenska kabelnät 1984 och ingick ofta i någon slags grundutbud. Hos Telia Kabel-TV fanns kanalen i grundutbudet fram till årsskiftet 1996/1997 när den flyttades till ett särskilt Europapaket. Innan Telia gjorde denna förändring fanns kanalen i 1,25 miljoner svenska hushåll, efteråt återstod en bråkdel.

## Källhänvisningar
1. ↑  TV5 FETE SES DIX ANS (på franska), La Vie, 28 april 1994, läs online.[källa från Wikidata]
2. ↑  SIRENE.[källa från Wikidata]
3. ↑  Fransk TV inget för Telia, Dagens Nyheter, 11 januari 1997